# Relações entre China e Ucrânia

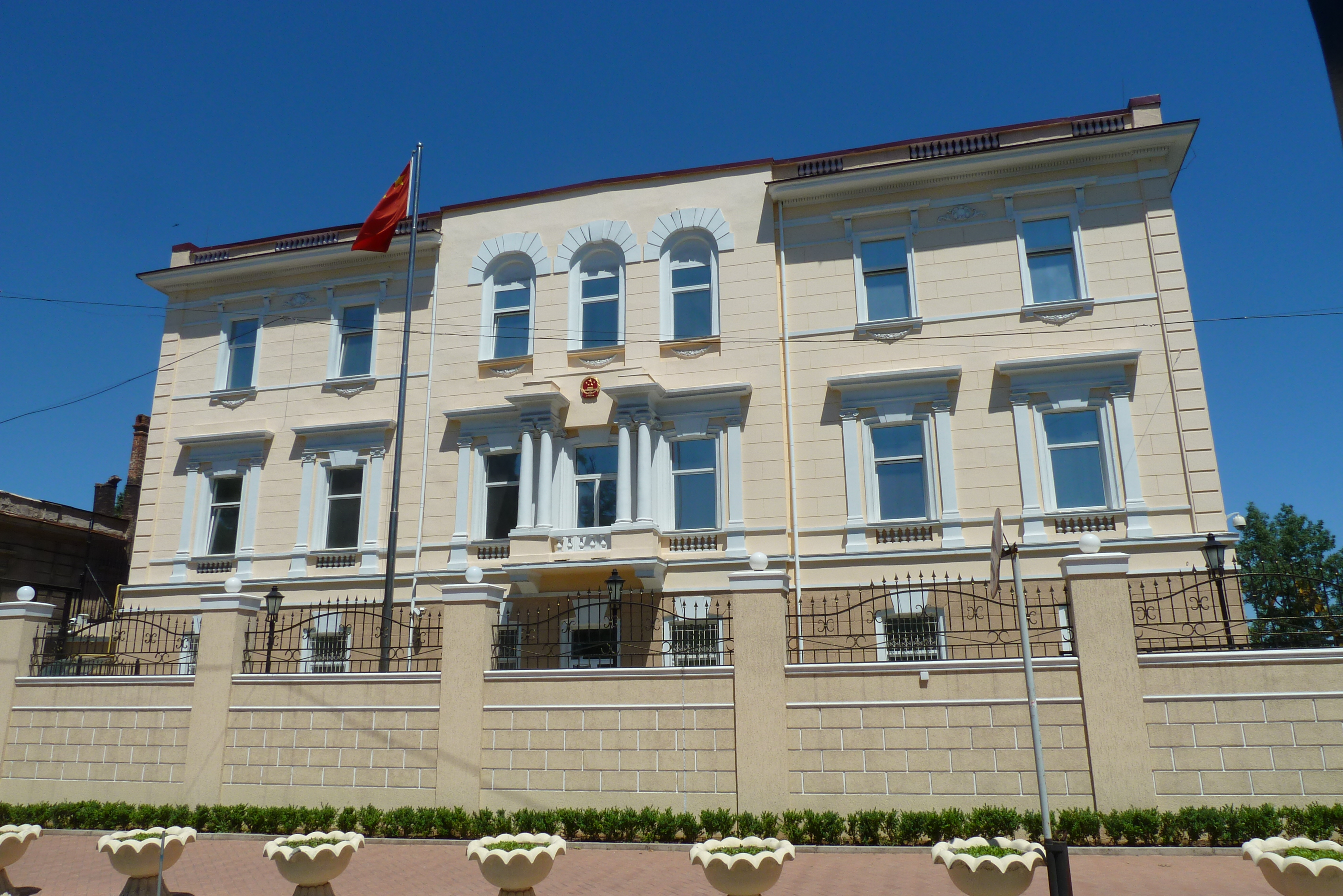
Consulado-geral da China em Odessa.

As relações entre China e Ucrânia são as relações externas entre a China e a Ucrânia. A China tem uma embaixada em Kiev e um consulado-geral em Odessa. A Ucrânia tem uma embaixada em Pequim e um consulado-geral em Xangai. A Ucrânia reconheceu a República Popular da China em outubro de 1949 e os laços diplomáticos foram estabelecidos em 1992.
As relações comerciais sino-ucranianas se intensificaram desde 2008. e estão crescendo, por exemplo, várias empresas chinesas estão interessadas em investir na construção de uma grande estrada orbital em torno de Kiev e na construção de várias pontes sobre o rio Dnipro. Durante a pandemia de gripe A de 2009 na Ucrânia, o governo chinês alocou ajuda gratuita no valor total de 3,5 milhões de yuans (US$ 500.000) para fornecer dispositivos de diagnóstico, máscaras faciais, óculos, luvas e outros meios de proteção para a Ucrânia.
A Ucrânia substituiu os Estados Unidos como o maior exportador de milho para a China e começou a fornecer à China motores a jato para embarcações militares.

## Missões diplomáticas
- Pequim e Kiev
- Chongqing e Zaporizhia
- Jinan e Kharkiv
- Qingdao e Odessa
- Suzhou e Kiev
- Taiyuan e Donetsk
- Tianjin e Kharkiv
- Wuhan e Kiev
- Xi'an e Dnipro
- Xuzhou e Kropyvnytskyi
- Handan e Kryvyi Rih
- Suzhou e Zaporizhzhya